# AVC Nations Cup maschile
L'AVC Nations Cup è una competizione pallavolistica maschile per squadre nazionali asiatiche e oceaniane, organizzata annualmente dall'AVC.

## Edizioni
| Edizione                                                        | Edizione      | Podio         | Podio          | Podio         |
| Anno                                                            | Organizzatore | Campione      | Seconda        | Terza         |
| --------------------------------------------------------------- | ------------- | ------------- | -------------- | ------------- |
| Dal 2018 al 2024 la competizione è denominata AVC Challenge Cup |               |               |                |               |
| 2018 Dettagli                                                   | Sri Lanka     | Iraq          | Arabia Saudita | Sri Lanka     |
| 2020                                                            | Kirghizistan  | Non disputata | Non disputata  | Non disputata |
| 2022 Dettagli                                                   | Kirghizistan  | Kirghizistan  | Arabia Saudita | Uzbekistan    |
| 2023 Dettagli                                                   | Taiwan        | Thailandia    | Bahrein        | Corea del Sud |
| 2024 Dettagli                                                   | Bahrein       | Qatar         | Pakistan       | Corea del Sud |
| Dal 2025 la competizione è denominata AVC Nations Cup           |               |               |                |               |
| 2025 Dettagli                                                   | Bahrein       | Bahrein       | Pakistan       | Qatar         |

## Medagliere
| Pos. | Squadra        | 1º posto | 2º posto | 3º posto | Totale |
| ---- | -------------- | -------- | -------- | -------- | ------ |
| 1    | Bahrein        | 1        | 1        | 0        | 2      |
| 2    | Qatar          | 1        | 0        | 1        | 2      |
| 3    | Iraq           | 1        | 0        | 0        | 1      |
| 3    | Kirghizistan   | 1        | 0        | 0        | 1      |
| 3    | Thailandia     | 1        | 0        | 0        | 1      |
| 6    | Arabia Saudita | 0        | 2        | 0        | 2      |
| 6    | Pakistan       | 0        | 2        | 0        | 2      |
| 8    | Corea del Sud  | 0        | 0        | 2        | 2      |
| 9    | Sri Lanka      | 0        | 0        | 1        | 1      |
| 9    | Uzbekistan     | 0        | 0        | 1        | 1      |